# Private Life
Private Life è un film del 2018 diretto da Tamara Jenkins.
Il film, che narra le vicissitudini di una coppia con problemi di fertilità, è stato presentato in anteprima il 18 gennaio 2018 al Sundance Film Festival, quindi l'ottobre seguente dopo essere stato presentato al New York Film Festival è stato distribuito su Netflix.

## Trama
Richard e Rachel, ultraquarantenni di Manhattan con problemi di fertilità, profondono tutte le loro energie per poter avere un figlio, ma vanno incontro a ripetuti insuccessi.
Senza abbandonare il lungo e incerto percorso che porta all'adozione, si dedicano ad un procedimento di fecondazione assistita, la FIVET, fallito il quale, viene consigliato loro di ritentare, ma stavolta utilizzando ovuli di un'altra donna, potendo così aumentare massicciamente le loro possibilità di riuscita.
I dubbi, soprattutto di lei, vengono superati dalla ferma volontà di raggiungere l'obiettivo. La scelta della donatrice non è però così semplice. I due così temporeggiano finché non accolgono in casa Sadie, nipote acquisita di Richard, studentessa universitaria fuoricorso che ama vivere in città. Richard, fratello del patrigno, la impiega nella sua piccola ditta di spedizioni mentre Rachel, che lei ammira anche perché come lei vorrebbe fare la scrittrice, le dà consigli utili. Quando la coppia si rende conto che la ragazza è la miglior candidata per il loro nuovo tentativo di diventare genitori, incontrano la piena disponibilità della nipote acquisita, che accetta con entusiasmo, anche se poi dovrà affrontare l'ostilità dalla madre.
Sadie compromette anche la propria salute per dare maggiori chance agli zii, ma alla fine anche questo tentativo va a vuoto. La delusione è cocente e Richard si dice addirittura sollevato perché quest'avventura ha logorato sin troppo la coppia.
Passa del tempo e Richard e Rachel accompagnano Sadie nella prestigiosa sede di una fondazione che accoglie artisti meritevoli che vogliano esercitare il proprio talento. Gli zii assicurano la raggiante giovane che l'accesso è da attribuirsi a suoi meriti e non a una raccomandazione.
Nove mesi più tardi la coppia riceve la telefonata di una ragazza che risponde all'appello per l'adozione di un figlio e si precipitano in Virginia per incontrarla. Ad un diner presso il quale hanno appuntamento, memori di un'esperienza negativa del tutto simile, attendono con ansia la ragazza.